# Benelli M4
A Benelli M4 Super 90 egy olasz sörétes öntöltő puska, melyet a Benelli Armi SpA gyárt.

## Történet
1998. május 4-én az Amerikai Egyesült Államok hadseregének New Jersey-i Picatinny Arsenal fegyverzeti kutató-fejlesztő központja (Armaments Research, Development and Engineering Center - ARDEC) kiadta a #DAAE30-98-R-0401 számú kérelmét, melyben egy új 12-es kaliberű félautomata taktikai sörétes puska beszerzését kérelmezik a hadsereg számára. Erre válaszul az olasz Urbino-i Benelli Armi SpA kifejlesztette a Benelli M4 Super 90 jelű taktikai sörétes puskát. 1998. augusztus 4-én öt mintapéldány került leszállításra a Maryland-i Aberdeen Proving Groundra, ahol alapos tesztelés után az M4 rendszeresítése mellett döntöttek. Az 1999-es év elején az ARDEC a Heckler & Koch amerikai leányvállalatát bízta meg a Benelli M4 taktikai sörétes puska importálásával M1014 Joint Service Combat Shotgun jelölés alatt. 1999-ben sor került az első 20 000 darab puska leszállítására a tengerészgyalogság számára. A tesztek során a prototípust az XM1014 jellel látták el, majd rendszeresítés után az „X” betűt elhagyták, majd a fegyver hivatalos jelölése az M1014 lett.

## Tervezet

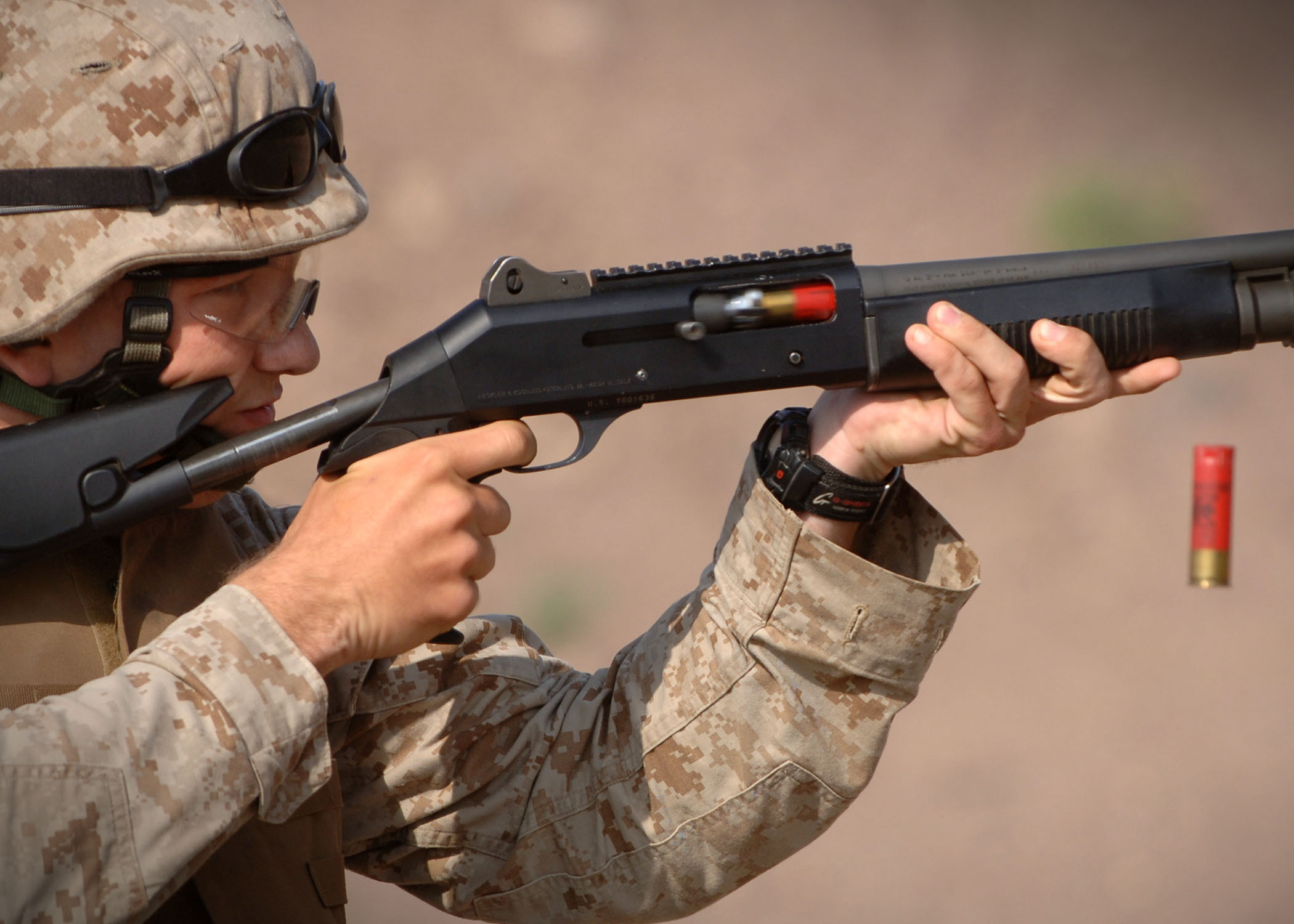
Egy amerikai tengerészgyalogos gyakorol egy M1014 puskával, 2006 december

Az M4 volt az első gázdugattyús sörétes puska, amelyet a Benelli gyártott. Az M4 sörétes puskában egy gázdugattyúval működtetett zárolási rendszer található. A zártömbbe csatlakozik a 12-es kalibernek megfelelő nagyméretű forgó zárfej, oly módon, hogy az egy kényszerpályában elfordul, és a zárfejen levő két darab reteszelőszemölcs a csőfarban kiképzett hornyokba illeszkedik bele. A zárat a jobb oldalán levő masszív fogantyúval lehet felhúzni. A zár becsukódása, tehát a tulajdonképpeni csőre töltés után a zárfej a hüvelytalpra ható erő hatására nem nyithat ki. A zár kinyitására szolgál a cső két oldalán elhelyezkedő két kis gázdugattyú. Lövéskor a cső majdnem közepén levő furatokon keresztül nagy nyomású lőporgázok áramlanak a gázhengerekbe, és ezáltal erőteljesen hátralökik a semmiféle rugóval nem rendelkező dugattyúkat. A dugattyúk nincsenek összekötve a zártömbbel, hanem csak ütésszerűen adják át a lendületüket. Az ettől hátrafelé elinduló zártömb (mint zárvezető) kényszerpályás összekötöttségük miatt kifordítja a zárfejet a cső reteszelő hornyaiból, így meg tud történni a zár hátrasiklása, a hüvely kivetése, majd a tárból a következő töltény csőre töltése. Az egész gázdugattyú-szerkezetet a két félből álló műanyag előagy takarja.
A lőszerek a cső alatt elhelyezkedő csőtárban kapnak helyet, 12/70 mm és 12/76 mm méretű töltények is kilőhetők, illetve tárazhatóak megszokott módon, a tok alján elhelyezkedő töltőnyíláson keresztül. A tárkapacitás 8 darab (12/70), illetve 7 darab (12/76), ami a csőbe betölthető plusz egy lőszerrel bővíthető. A fegyveren a sátorvas előtt található egyébként egy kis retesz, mellyel kikapcsolható a tár adogatása, és ekkor kézzel, egyesével tölthető csőre a következő lőszer. Ennek gyakorlatban az a jelentősége, hogy tárban levőtől eltérő típusú (más sörétméretű, slug- vagy esetleg gumilövedékes) töltény is lőhető az összes lőszer kitárazása nélkül.
A fegyvert ghost ring típusú nyílt irányzékkal látták el. A fegyvertok tetejére erősített MIL–STD–1913 Picatinny szereléksínre különféle optikai irányzékok, éjjellátó irányzékok szerelhetők fel az eredeti nyílt irányzék leszerelése nélkül.
A puska moduláris kialakítása lehetővé teszi különféle adottságainak saját igény szerinti módosítását. A használó gyorsan cserélni tudja a fegyver fő alkatrészeit (fegyvercső, válltámasz, előagy, stb.) speciális eszközök igénybe vétele nélkül.

### Tartósság
A tesztek során az M4 igen megbízhatónak bizonyult. Megbízhatóan működik legalább 25 000 leadott lövésig, fontosabb fődarabok cseréje nélkül. Az acél alkatrészeket matt fekete korrózióálló bevonattal látták el, míg az alumínium alkatrészek galvanizáltak. A fegyver színe csökkenti az éjszakai észlelhetőséget.

### Betolható válltámasz
Az M4 modellen (jelölése 11707) betolható válltámasz található, azonban az amerikai M1014 típust nem látták el vele. Ennek oka, hogy az M1014 típust az 1994-es amerikai támadófegyverek tiltásának lejárta előtt gyártották, míg a 11707 típust a tiltás lejárta után, így arra már nem vonatkoztak a tiltó szabályok. A válltámasz betolásával a fegyver hossza 8 centiméterrel rövidül, így annak tárolása és szállítása egyszerűbb, ezen kívül szűk sarkokon és akadályokon történő áthaladást is egyszerűsíti. Az M4 fix puskatusával is elérhető. Az M4 puskát „skeleton” válltámasszal (M11707) polgári piacon már nem lehet kapni. A Benelli már csak a fix pisztolymarkolatos változatot árusítja az amerikai piacon, habár a betolható válltámasz Kanadában továbbra is beszerezhető.

### Szereléksín
A Picatinny szereléksínt a fegyver tetejére erősítették fel. Felszerelhető rá különféle optikai irányzék, lézeres célmegjelölő, éjjellátó irányzék és taktikai lámpa.

## Alkalmazók
- Amerikai Egyesült Államok
- Andorra – Andorrai rendőrség, Grup d'Intervenció Policia d'Andorra (GIPA)
- Ausztrália
- Dél-Korea
- Egyesült Királyság
- Fehéroroszország – KGB Alpha Group
- Grúzia
- Horvátország
- Irak
- Írország
- Izrael
- Litvánia
- Líbia
- Malajzia
- Málta
- Olaszország
- Portugália
- Szerbia
- Szlovákia
- Szlovénia

## Fordítás
Ez a szócikk részben vagy egészben  a   Benelli M4 című angol Wikipédia-szócikk ezen változatának fordításán alapul.  Az eredeti cikk szerkesztőit annak laptörténete sorolja fel. Ez a jelzés csupán a megfogalmazás eredetét és a szerzői jogokat jelzi, nem szolgál a cikkben szereplő információk forrásmegjelöléseként.